# Холани, Колиниаси
Рю Колиниаси Холани (яп. ホラニ 龍コリニアシ, англ. Ryu Koliniasi Holani, родился 25 октября 1981 года в Нукуалофа) — японский регбист тонганского происхождения, игравший на позиции фланкера и восьмого; член тренерского штаба клуба «Панасоник Уайлд Найтс».

## Биография
Племянник японского и тонганского регбиста Нофомули Таумоэфолау. Своё японское имя «Рю» получил в честь матери Лю Мэй, работавшей школьной учительницей (умерла в 2009 году от рака печени), и её друга Сайгаку Фукая (Сэйдзи Рю Юсин). Есть младший брат Сиоапе Лату Холани, также регбист и игрок «Панасоник Уайлд Найтс».
В возрасте 16 лет Колиниаси переехал из Тонга в Японию по программе обмена и поступил в среднюю школу Фукайя, а затем окончил Сайтамский технологический институт. По собственным словам, считал себя больше японцем, нежели тонганцем; во время учёбы в Тонга он играл в духовом оркестре на тромбоне. С 2006 по 2019 годы играл за команду «Панасоник Уайлд Найтс» из японской Топ-Лиги.
В сборной сыграл 45 встреч, получив гражданство в 2007 году — по его словам, он хотел выступать за сборную Японии, как и его дядя, ради чего даже сделал татуировку с надписью «Душа Ямато». Дебют состоялся 10 мая 2008 года в Алматы в матче против Казахстана; в том же году Холани стал капитаном сборной. 40-й матч сыграл на Кубке тихоокеанских наций 2015 года против США. Участник Кубков мира 2011 (один матч) и 2015 годов (два матча); в 2015 году сыграл за звёздный клуб «Барбарианс» вместе с Ёсикадзу Фудзита.
С 2019 года тренер клуба «Панасоник Уайлд Найтс».